# Regierung Juncker-Asselborn I
Die Regierung Juncker-Asselborn I, alternativ auch Regierung Juncker III, wurde am 31. Juli 2004 vereidigt. Die Regierung stützte sich unter der Führung von Jean-Claude Juncker auf eine große Koalition aus Christlich Sozialer Volkspartei (CSV) und der Luxemburgischen Sozialistischen Arbeiterpartei (LSAP). Nach fünf Jahren schied die liberale Demokratische Partei (DP) wieder aus der Regierung aus. Am 22. Februar 2006 übernahm Jean-Louis Schiltz das Verteidigungsministerium von Luc Frieden. Die Regierung war bis zum 23. Juli 2009 im Amt.

## Zusammensetzung des Kabinetts
| Name                 | Amt | Partei |
| -------------------- | --- | ------ |
| Jean-Claude Juncker  | Premierminister Staatsminister Finanzminister | CSV    |
| Jean Asselborn       | Minister für Äußeres und Immigration Vizepremierminister | LSAP   |
| Fernand Boden        | Minister für Landwirtschaft, Weinbau und ländliche Entwicklung Minister für den Mittelstand, Tourismus und Wohnungsbau                                                          | CSV    |
| Marie-Josée Jacobs   | Ministerin für Familie und Integration Ministerin für Chancengleichheit | CSV    |
| Mady Delvaux-Stehres | Ministerin für Bildung und berufliche Ausbildung | LSAP   |
| Luc Frieden          | Justizminister Schatz- und Budgetminister Verteidigungsminister bis zum 22. Februar 2006                                                                                        | CSV    |
| François Biltgen     | Minister für Arbeit und Beschäftigung Minister für Kultur, Hochschule und Forschung Kultusminister                                                                              | CSV    |
| Jeannot Krecké       | Minister für Wirtschaft und Außenhandel Sportminister | LSAP   |
| Mars Di Bartolomeo   | Minister für Gesundheit und soziale Sicherheit | LSAP   |
| Lucien Lux           | Umweltminister Transportminister | LSAP   |
| Jean-Marie Halsdorf  | Minister für Inneres und Landesplanung | CSV    |
| Claude Wiseler       | Minister für den öffentlichen Dienst und administrative Reform Minister für öffentliche Bauten                                                                                  | CSV    |
| Jean-Louis Schiltz   | Minister für Kooperation und humanitäre Aktion Delegierter Minister für Kommunikation Verteidigungsminister ab dem 22. Februar 2006                                             | CSV    |
| Nicolas Schmit       | Delegierter Minister für Äußeres und Immigration | LSAP   |
| Name                 | Amt | Partei |
| Octavie Modert       | Staatssekretärin für die Beziehungen zum Parlament Staatssekretärin für Landwirtschaft, Weinbau und ländliche Entwicklung Staatssekretärin für Kultur, Hochschule und Forschung | CSV    |